# Баркалов, Дмитрий Николаевич
Дмитрий Николаевич Баркалов (род. 23 февраля 1986 года, Барнаул, Алтайский край, Россия) — белорусский, а ранее российский гимнаст. 3 — кратный чемпион , 2 — кратный серебряный и 3 — кратный бронзовый призёр чемпионата России, 3 — кратный бронзовый призёр Кубка России, серебряный и бронзовый призёр Универсиады 2009.

## Спортивная карьера

### 2010
На чемпионате России Дима впервые в своей карьере стал абсолютным чемпионом России, выиграв золото в многоборье. Кроме того, на его счету золото в вольных упражнениях, а также бронза в командном зачете и в индивидуальных соревнованиях на кольцах. По итогам чемпионата вошёл в состав сборной России на чемпионат Европы в Бирмингеме, но из-за извержения вулкана в Исландии сборная не смогла вовремя вылететь и не приняла участия в турнире.
На Кубке России гимнаст дважды стал бронзовым призёром в отдельных видах многоборья — на коне и брусьях и вошёл в состав сборной на чемпионат мира в Роттердаме. Тренерский штаб сборной планировал участие спортсмена в квалификации командного первенства на 5 снарядах, но за сутки до начала квалификации Дмитрий серьёзно травмировал спину и не смог принять участие в соревнованиях.

## Спортивные звания
- Мастер спорта России международного класса